# Przygody Nieumiałka i jego przyjaciół
Przygody Nieumiałka i jego przyjaciół (ros. Приключения Незнайки и его друзей) – powieść dla dzieci Nikołaja Nosowa, pierwszy tom trylogii o przygodach skrzata Nieumiałka.
Ukazała się w latach 1953-1954 w ukraińskim piśmie dla dzieci "Barwinok" po rosyjsku i ukraińsku (Приключения Незнайки и его товарищей), w 1954 jako książka. Autorką polskiego tłumaczenia była Janina Lewandowska. Ukazało się wydanie radzieckie (wydawnictwo Raduga).
Istnieje wiele wersji ilustracji. W polskim wydaniu zamieszczono rosyjskie ilustracje Aleksieja Łaptiewa.